# 高本浩司
髙本 浩司（たかもと こうじ、1967年5月5日 - ）は、日本の元サッカー選手、Jリーグクラブ・徳島ヴォルティス元社長（2004年-2008年）。熊本県出身。

## 経歴
熊本県立氷川高等学校時代は九州選抜に、同志社大学時代は全日本学生選抜に選出された。1990年に大塚製薬に入社し、同社サッカー部に6年間所属。選手時代は運動量豊富なミッドフィールダーで、2年目からは主将を務めた。試合中に相手選手と交錯して左膝十字靭帯を断裂、現役引退を余儀なくされる。
1996年から大塚製薬の営業部門、2003年から宣伝部門に勤務したのち、2004年9月、大塚製薬サッカー部を母体とする徳島ヴォルティスの運営法人「徳島ヴォルティス株式会社」の初代社長に就任した。ヴォルティスは2005年からJリーグに参入したが、2006年から2008年まで3シーズン連続でJ2リーグ最下位となり、その責任を取って2008年10月29日の取締役会にて同シーズン限りでの辞意を表明した。